# Leichtathletik-Weltmeisterschaften 2023/Teilnehmer (Litauen)
| Goldmedaillen | Silbermedaillen | Bronzemedaillen |
| ------------- | --------------- | --------------- |
| -             | -               | 1               |

Der Leichtathletikverband von Litauen nahm an den Leichtathletik-Weltmeisterschaften 2023 in Budapest teil. 16 Athletinnen und Athleten wurden vom litauischen Verband nominiert.

## Medaillengewinner
| Medaille | Athletin       | Disziplin  |
| -------- | -------------- | ---------- |
| Bronze   | Mykolas Alekna | Diskuswurf |

## Ergebnisse

### Männer

#### Laufdisziplinen
| Athlet                | Disziplin   | Vorlauf | Vorlauf | Halbfinale | Halbfinale | Finale | Finale |
| Athlet                | Disziplin   | Zeit    | Platz   | Zeit       | Platz      | Zeit   | Platz  |
| --------------------- | ----------- | ------- | ------- | ---------- | ---------- | ------ | ------ |
| Gediminas Truskauskas | 200 m       | 20,90 s | 07      | DNQ        | DNQ        | –      | –      |
| Marius Žiūkas         | 20 km Gehen |         |         |            |            | DQ     | DQ     |

#### Sprung/Wurf
| Athlet            | Disziplin  | Qualifikation | Qualifikation | Finale     | Finale |
| Athlet            | Disziplin  | Weite/Höhe    | Platz         | Weite/Höhe | Platz  |
| ----------------- | ---------- | ------------- | ------------- | ---------- | ------ |
| Martynas Alekna   | Diskuswurf | 62,57 m       | 20            | DNQ        | DNQ    |
| Mykolas Alekna    | Diskuswurf | 66,04 m       | 02            | 68,85 m    | Bronze |
| Andrius Gudžius   | Diskuswurf | 65,50 m       | 06            | 66,16 m    | 06     |
| Edis Matusevičius | Speerwurf  | 82,35 m       | 06            | 82,29 m    | 08     |

### Frauen

#### Laufdisziplinen
| Athletin                  | Disziplin        | Vorlauf     | Vorlauf | Halbfinale | Halbfinale | Finale    | Finale |
| Athletin                  | Disziplin        | Zeit        | Platz   | Zeit       | Platz      | Zeit      | Platz  |
| ------------------------- | ---------------- | ----------- | ------- | ---------- | ---------- | --------- | ------ |
| Modesta Justė Morauskaitė | 400 m            | 51,06 s SB  | 05      | 52,15 s    | 08         | DNQ       | DNQ    |
| Gabija Galvydytė          | 800 m            | 2:00,79 min | 04      | DNQ        | DNQ        | –         | –      |
| Greta Karinauskaitė       | 3000 m Hindernis | 9:30,28 min | 06      | DNQ        | DNQ        | –         | –      |
| Loreta Kančytė            | Marathon         |             |         |            |            | 2:38:52 h | 46     |
| Austėja Kavaliauskaitė    | 35 km Gehen      |             |         |            |            | 3:08:11 h | 33     |

#### Sprung/Wurf
| Athletin          | Disziplin  | Qualifikation | Qualifikation | Finale     | Finale |
| Athletin          | Disziplin  | Weite/Höhe    | Platz         | Weite/Höhe | Platz  |
| ----------------- | ---------- | ------------- | ------------- | ---------- | ------ |
| Airinė Palšytė    | Hochsprung | 1,85 m SB     | 20            | DNQ        | DNQ    |
| Aina Grikšaitė    | Dreisprung | 13,36 m       | 33            | DNQ        | DNQ    |
| Dovilė Kilty      | Dreisprung | 13,87 m       | 20            | DNQ        | DNQ    |
| Ieva Zarankaitė   | Diskuswurf | 59,98 m       | 14            | DNQ        | DNQ    |
| Liveta Jasiūnaitė | Speerwurf  | 59,00 m       | 14            | DNQ        | DNQ    |